# Gałkowo
Gałkowo (niem. Galkowen) – wieś w Polsce, w sołectwie Gałkowo, położona w województwie warmińsko-mazurskim, w powiecie piskim, w gminie Ruciane-Nida.
W latach 1975–1998 miejscowość administracyjnie należała do województwa suwalskiego.

## Historia
Wieś założona została w 1831 roku przez staroobrzędowców. W kontrakcie związanym z wykupem lasu do wykarczowania uzyskali oni zwolnienie od podatków na sześć lat i od służby wojskowej dla jednego pokolenia. Z czasem we wsi zamieszkali także prawosławni, luteranie i katolicy. Po pierwszych osadnikach pozostał zabytkowy czynny cmentarz z charakterystycznymi ośmioramiennymi krzyżami. Pozostali we wsi nieliczni staroobrzędowcy korzystają z molenny w Wojnowie.
Wieś znana jest z hodowli koni oraz zawodów i pokazów koni i jazdy konnej (Gałkowo Cup).